# Martin Schwab (Musiker)
Martin Schwab (geborener Martin Maltan; * 18. März 1926 in Schönau am Königssee; † 17. November 2012 in Ramsau bei Berchtesgaden), genannt Gerstreit Martin, war ein deutscher Volksmusikant.

## Wirken
Martin Schwab begann in seiner Kindheit drei Instrumente nach Gehör zu erlernen – mit vier Jahren die Gitarre, mit acht Jahren die Ziehharmonika und mit dreizehn Jahren das Hackbrett. Als 17-jähriger Malerlehrling musste Schwab 1943 nach Russland und nach Frankreich in den Krieg ziehen, wo er seinen linken Oberschenkel verlor. Die erste Gruppe, in der er mitwirkte, waren die „Schönauer Buam“, die er 1946 mitgründete und aus der später die „Schönauer Musikanten“ hervorgingen. 1968 gründete er gemeinsam mit Hias Häusler die „Gerstreit-Musi“. Mit beiden Gruppen wurde Schwab im gesamten deutschsprachigen Alpengebiet bekannt, nicht zuletzt auch seine „revolutionäre Kombination“ des Hackbretts mit einer diatonischen „Ziach“.
Schwab hat über 150 Musikstücke komponiert. Da er bis zuletzt keine Noten lesen und schreiben konnte, wurde ein Teil seiner Kompositionen vom Bayerischen Landesverein für Heimatpflege in Noten gesetzt. Noch 2009 hatte er an Jüngere sein musikalisches Wissen und Können weiterzugeben gesucht.
Der Name des 1953 erstmals und 1972 am selben Platz nochmal vollkommen neu errichteten Wirtshauses „Gerstreit“ ist „hauptsächlich mit dem Namen des bekannten Volksmusikanten Gerstreit-Martin verbunden“. 1992 und 1998 nochmals erweitert, steht es in Ramsau bei Berchtesgaden und wird heute von seinen Kindern geführt. In der Saison von Ostern bis Ende November spielen hier jeden Sonn- und Feiertag Volksmusikgruppen auf.
Martin Schwab war zweimal verheiratet und hatte aus erster Ehe fünf Kinder und aus der zweiten Ehe einen Sohn. Er starb im November 2012 nach längerer Krankheit auf dem Berggasthof Gerstreit.
Seine Grabstätte befindet sich auf dem Bergfriedhof in Schönau am Königssee.

## Auszeichnungen
Schwab erhielt 1984 für seine Leistungen in der Volksmusik die Verdienstmedaille der Bundesrepublik Deutschland. 2009 wurde er mit der Landkreismedaille in Gold des Landkreises Berchtesgadener Land ausgezeichnet. Außerdem wurde er mit dem Goldenen Verdienstorden des Bayerischen Rundfunks sowie dem Kiem-Pauli-Orden gewürdigt.